# Анна Седокова
Анна Владимировна Седокова (на украински: А́нна Володи́мирівна Сєдоко́ва) е украинска певица, актриса и телевизионна водеща.

## Биография

### Ранен живот
Седокова е родена в Киев, СССР на 16 декември 1982 г. Майка ѝ Светлана е учителка по музика и английски език. Баща ѝ е Владимир Седоков. От Украйна, се премества в Томск. Когато е на 5 години, баща ѝ напуска семейството. Известно време Анна живее с баба си в Томск, тогава баща ѝ я взима в Киев, а малко по-късно тя отново живее с майка си. Анна се опитва да се свърже с баща си по e-mail, но той не ѝ отговаря. През 2010 г. Анна научава, че баща ѝ е убит.
От ранно детство Анна учи музика и танци. На 6 години е в украинския ансамбъл „Світанок“. Завършва със златен медал средното си образование в музикално училище с пиано. След гимназията, постъпва в Киевския национален университет на културата и изкуствата, със специалност „актьор и телевизионен водещ“, завършва с отличие. Паралелно с обучението си, тя търси работа на непълно работно време. Работи като модел, а след това ѝ е предложена работа като водеща на преването „O-TV Models“ по музикалния канал O-TV. След известно време е водеща на сутрешния блок на „Подъём“ по Нови канал, като в същото време води паралелно радио шоуто „Девичник“ по радио „Super-Nova“.

### ВИА Гра
В началото на 2000 г. Анна участва в кастинг за нова женска поп група, която по-късно става известна като ВИА Гра. Въпреки това, не преминава кастинга, поради възрастта си. По това време тя е на 17 години и продуцентите я намират за твърде млада за такава група. В началото на 2002 г., когато е решено групата да се превърне от дует в трио, Анна се присъединява към ВИА Гра. Тя е първата червенокоса членка на групата, заедно с блондинката Альона Виницкая и брюнетката Татяна Найник. Анна Седокова бързо се превръща в лидер на екипа, при нея групата постига голям успех, а в състав с Надежда Грановская и Вера Брежнева, журналисти и почитатели на все още ги наричат „златен състав“ на ВИА Гра, силен, успешен и секси в историята на групата. Но през май 2004 г. тя напуска, омъжва се за футболиста Валентин Белкевич и ражда дъщеря, Алина. Скоро, обаче решава да се върне на сцената.

### Соло кариера
След напускането на „ВИА Гра“ се снима за списание Maxim в четвъртия месец на бременността си. През април 2006 г. певицата под псевдонима Аннабела пуска видеоклип към песента „Моё сердце“. Първата ѝ поява на сцената след дългата почивка се състои през септември в рамките на фестивала „Пять звёзд“ в Сочи. В края на годината след кастинг става водеща на „Новые песни о главном“ по Первий канал. През декември се снима за списание Playboy, тъй като 90 % от читателите на това списание искат да я видят на корицата. През 2006 г. Анна става победителка в „Песня года“ (Украйна) с песента „Моё сердце“.
В края на 2006 г. – началото на 2007 г. подписва договор със звукозаписната компания REAL Records и пуска видеоклип към песента „Самая лучшая девочка“, който се появява по руските и украински канали. Обявен е първият ѝ солов албум. Но след това, по неизвестни причини, певицата решава да си вземе почивка.
През 2008 г. тя става съводещ на руското шоу „Король ринга“, украинското „Телезвезда – суперзвезда“, а също така участва в проекта с Илия Авербух „Ледниковый период-2“, където партньор ѝ е професионалния кънкьор професионална Андрей Хвалко. Също така през 2008 г. в Украйна започва телевизионния сериал „Сила притяжения“ с Анна Седокова. През 2008 г. е избрана за най-секси ТВ водеща в Русия, според „ТОП 10 SEXY“.
През март 2009 г. участва в музикалното шоу на Первий канал „Две звезды“. Съотборник на Анна става Вадим Галигин. На 2 юни по „Русское радио“, Анна представя новата си песен „Селяви“ (по-късно името е променено на „Драма“), автор на която е самата Анна с музикален продуцент Дмитрий Климашенко. Също така през 2009 г. тя се снима във филма „Москва. RU“, хонорарът от който, Анна дава за благотворителност.

През март 2010 г. излиза от печат книгата на Ана „Искусство соблазнения“. През септември участва в шоуто „Звезда+Звезда“, украински аналог на проекта „Две звезды“, в тандем с Виктор Логинов. През октомври, е обявено началото на концертно турне в страните от ОНД и е представена нова шоу програма в московския клуб „Pacha“. През ноември 2010 г. Анна участва в концерт-годишнина на група ВИА Гра, който се провежда в Украйна. На концерта, тя изпява няколко песни с групата и солистките от различните години, както и две солови композиции. „... Овациите на публиката избухнаха, когато Анна Седокова се появи на сцената. Впечатлението е, че половината от публиката е дошла на концерта, за да види и чуе точно тази певица“- пишат по-късно журналистите. През ноември 2010 г. е заснет видеоклип за песента „Ревность“, имащ откровен разказ и нотки на лесбийска любов. Видео и снимките от заснемането на клипа предизвикват скандал, след което клипът е показван по телевизията през деня и премиерата се състои на 22 декември по RU.TV.
През 2010 г. учи актьорско майсторство в „Scott Sedita Acting Studios“ в Западен Холивуд (Лос Анджелис, Калифорния).
През 2011 г. Анна участва във втория сезон на телевизионното шоу „Звезда+Звезда“, става и водеща на „Женская логика“ на украинския канал ICTV. През юни е премиерата на новата ѝ песен „Love U“, пусната за свободен даунлоуд на официалния сайт.
На 31 януари 2012 г. по „Первом популярном радио“ е премиерата на сингъла „Такси“.
През 2013 г. заедно с Жан Алибеков е водеща на казахското риалити шоу „Седьмая раса“ – проект аналог на „Битва экстрасенсов“. През ноември 2016 г. става част от журито на „Мисс студенчество России-2016“.

## Личен живот
През 2010 г. в интервю за „Novyi Kanal“, Седокова публично разкрива, че е бисексуална.
Седокова подкрепя равните права на лесбийките, гей, бисексуални и транссексуалните граждани и е противник на приетия в Русия закон против гей прогадандата.

## Дискография

### Соло албуми
- „Личное“ (2016)
- „Настоящее (Live)“ (2017)

### Албуми с ВИА Гра
- „Попытка № 5“ (Преиздание) (2002)
- „Стоп! Снято!“ (2003)
- „Биология“ (2003)
- „Stop! Stop! Stop!“ (2004)

## Видеография

### ВИА Гра
- „Стоп! Стоп! Стоп!“ 2002
- „Good morning, папа“ 2002
- „Не оставляй меня, любимый!“ 2003
- „Я не поняла“ 2003
- „Не оставляй меня, любимый!“ (space mix by YaD) 2003
- „Убей мою подругу“ 2003
- „Вот таки дела“ 2003
- „Океан и три реки“ 2003 (съвместно с Валерий Меладзе)
- „Stop! Stop! Stop!“ 2003
- „Don’t Ever Leave Me Love“ 2003
- „Kill My Girlfriend“ / „愛の罠“ 2003
- „Till the Morning Light“ 2003
- „Притяженья больше нет“ 2004 (съвместно с Валерий Меладзе)

### Соло
| Година | Клип                                       | Режисьор                      |
| ------ | ------------------------------------------ | ----------------------------- |
| 2006   | „Моё сердце“                               | Максим Сметана                |
| 2007   | „Самая лучшая девочка“                     | Виктор Придувалов             |
| 2008   | „Привыкаю“                                 | Катя Царик                    |
| 2010   | „Привыкаю“ (с участието на Карати)         | Катя Царик                    |
| 2010   | „Холодное сердце“ (с участието на Джиган)  | Константин Черепков           |
| 2010   | „Драма“                                    | Филипп Ли                     |
| 2010   | „Ревность“                                 | Дмитрий Мисюра                |
| 2011   | „Космос“                                   | N/A                           |
| 2012   | „Что я наделала“                           | Виктор Скуратовский           |
| 2012   | „Небезопасно“ (с участието на Миша Крупин) | Анна Седокова                 |
| 2013   | „Удали“                                    | Владимир Шкляревский          |
| 2013   | „Между нами кайф“                          | Евгений Тимохин               |
| 2014   | „Сердце в бинтах“                          | Евгений Тимохин               |
| 2014   | „Дотронься“                                | Сергей Гуман и Дмитрий Кочнев |
| 2014   | «Пираньи»                                  | Сергей Гуман                  |
| 2015   | „Тише“ (с участието на MONATIK)            | Сергей Гуман                  |
| 2015   | „Пока, милый“                              | Алан Бадоев                   |
| 2016   | „О тебе“                                   | Станислав Морозов             |
| 2016   | „Вселенная“                                | Анна Седокова                 |
| 2016   | „Самый лучший“                             | Александър Бабаев             |
| 2017   | „Первая любовь“                            | Анна Седокова                 |
| 2018   | „Ни слова о нём“                           |                               |

## Класации
| Година | Заглавие                                  | Класация                           | Класация                         | Класация                                 | Класация                           | Класация                         | Класация                           | Албум                               |
| Година | Заглавие                                  | Русия и СНГ (TopHit Общий Топ-100) | Русия (TopHit Московски Топ-100) | Русия (TopHit Санктпетербургски Топ-100) | Украйна (TopHit Украински Топ-100) | Украйна (TopHit Киевски Топ-100) | Радиокласация по заявка TopHit 100 | Албум                               |
| ------ | ----------------------------------------- | ---------------------------------- | -------------------------------- | ---------------------------------------- | ---------------------------------- | -------------------------------- | ---------------------------------- | ----------------------------------- |
| 2008   | „Привыкаю“                                | 13                                 | 36                               | 27                                       | 61                                 | 22                               | 23                                 | ТВА                                 |
| 2009   | „Холодное сердце“ (с участието на Джиган) | 181                                | 82                               | —                                        | 34                                 | 28                               | 56                                 | „Холодное сердце“ (албум на Джиган) |
| 2010   | „Драма“                                   | 123                                | —                                | —                                        | 512                                | 59                               | 30                                 | ТВА                                 |
| 2011   | „Love U“                                  | 174                                | —                                | —                                        | 84                                 | 232                              | 20                                 | ТВА                                 |
| 2012   | „Такси“                                   | 225                                | —                                | —                                        | 732                                | —                                | 65                                 | ТВА                                 |
| 2012   | „Что я наделала“                          | 167                                | —                                | —                                        | 37                                 | 50                               | 96                                 | ТВА                                 |
| 2013   | „Самый лучший“                            | 158                                | —                                | —                                        | 47                                 | 188                              | 60                                 | ТВА                                 |
| 2013   | „Между нами“ (с участието на DJ Sender)   | 158                                | —                                | —                                        | 95                                 | 65                               | 58                                 | ТВА                                 |
| 2013   | „Сердце в бинтах“                         | 203                                | —                                | —                                        | —                                  | —                                | 63                                 | „Личное“                            |
| 2014   | „Дотронься“                               | 168                                | —                                | —                                        | 70                                 | 25                               | 125                                | ТВА                                 |
| 2016   | „О тебе“                                  | 195                                | —                                | —                                        | 446                                | 457                              | 226                                | „Личное“                            |
| 2016   | „Я буду“                                  | 155                                | —                                | —                                        | 125                                | 110                              | 40                                 | ТВА                                 |

- „—“ показва, че песента не влиза в класацията
- класациите „Tophit Украински Топ-100“ и „Tophit Руски Топ-100“ са създадени през 2011 г.